# Lekkoatletyka na Letniej Uniwersjadzie 1999
Lekkoatletyka na Letniej Uniwersjadzie 1999 – zawody lekkoatletyczne rozegrane na ONO Estadi na Majorce podczas letniej uniwersjady między 4 a 9 lipca. Reprezentantom Polski udało się zdobyć sześć medali w tym dwa złote.

## Rezultaty

### Mężczyźni
| Konkurencja                   | Złoto                                                                               | Wynik    | Srebro                                                                             | Wynik    | Brąz                                                                               | Wynik    |
| Bieg na 100 m                 | André da Silva                                                                      | 10,34    | John Capel                                                                         | 10,35    | Mathew Quinn                                                                       | 10,42    |
| Bieg na 200 m                 | Coby Miller                                                                         | 20,32    | Patrick van Balkom                                                                 | 20,57    | Christos Magos                                                                     | 20,70    |
| Bieg na 400 m                 | Jerome Davis                                                                        | 44,91    | Paston Coke                                                                        | 45,15    | Jopie van Oudtshoorn                                                               | 45,21    |
| Bieg na 800 m                 | Norberto Téllez                                                                     | 1:46,11  | André Bucher                                                                       | 1:46,49  | Derrick Peterson                                                                   | 1:46,75  |
| Bieg na 1500 m                | Bernard Lagat                                                                       | 3:40,99  | Leszek Zblewski                                                                    | 3:41,81  | Lorenzo Lazzari                                                                    | 3:42,36  |
| Bieg na 5000 m                | Serhij Łebid                                                                        | 13:37,52 | Roberto García                                                                     | 13:38,59 | Naoki Mishiro                                                                      | 13:39,10 |
| Bieg na 10 000 m              | José Manuel Martínez                                                                | 29:37,56 | Naoki Mishiro                                                                      | 29:39,14 | Pedro Trejo                                                                        | 29:47,27 |
| Półmaraton                    | Marílson dos Santos                                                                 | 1:04:05  | Takayuki Nishida                                                                   | 1:04:11  | Oh Sung-keun                                                                       | 1:04:33  |
| Bieg na 110 m przez płotki    | Terrence Trammell                                                                   | 13,44    | Jonathan Nsenga                                                                    | 13,50    | Dawane Wallace                                                                     | 13,59    |
| Bieg na 400 m przez płotki    | Paweł Januszewski                                                                   | 48,64    | Bayano Kamani                                                                      | 48,74    | Marcel Schelbert                                                                   | 48,77    |
| Bieg na 3000 m z przeszkodami | Giuseppe Maffei                                                                     | 8:33,18  | Khamis Seif Abdullah                                                               | 8:33,82  | Joël Bourgeois                                                                     | 8:34,20  |
| Sztafeta 4 × 100 m            | Stany Zjednoczone · Kaaron Conwright · Terrence Trammell · Coby Miller · John Capel | 38,55    | Południowa Afryka · Morné Nagel · Bradley Agnew · Lee Roy Newton · Mathew Quinn    | 39,08    | Włochy · Luca Verdecchia · Alessandro Orlandi · Alessandro Attene · Andrea Colombo | 39,31    |
| Sztafeta 4 × 400 m            | Stany Zjednoczone · Tony Berrian · Brandon Couts · Derrick Brew · Jerome Davis      | 3:00,88  | Wielka Brytania · Richard Knowles · Geoff Dearman · Chris Rawlinson · Jared Deacon | 3:03,95  | Senegal · Ousmane Niang · Serigne Diene · Souleiman Doumya · Alpha Babacar Sall    | 3:05,45  |
| Chód na 20 km                 | Alejandro López                                                                     | 1:25:12  | Lorenzo Civallero                                                                  | 1:25:23  | Daisuke Ikeshima                                                                   | 1:26:01  |
| Skok wzwyż                    | Ben Challenger                                                                      | 2,30     | Mark Boswell                                                                       | 2,30     | Lee Jin-taek                                                                       | 2,28     |
| Skok o tyczce                 | Richard Spiegelburg                                                                 | 5,60     | Štěpán Janáček                                                                     | 5,60     | Romain Mesnil                                                                      | 5,55     |
| Skok w dal                    | Ołeksij Łukaszewycz                                                                 | 8,16     | Luis Méliz                                                                         | 8,05     | Erik Nijs                                                                          | 7,99     |
| Trójskok                      | Yoelbi Quesada                                                                      | 17,40    | Charles Friedek                                                                    | 17,20    | Jiří Kuntoš                                                                        | 16,97    |
| Pchnięcie kulą                | Andy Bloom                                                                          | 21,11    | Adam Nelson                                                                        | 20,64    | Stevimir Ercegovac                                                                 | 19,94    |
| Rzut dyskiem                  | Frantz Kruger                                                                       | 66,90    | Andy Bloom                                                                         | 64,68    | Doug Reynolds                                                                      | 63,65    |
| Rzut młotem                   | Zsolt Németh                                                                        | 80,40    | Christos Polychroniou                                                              | 79,83    | Władysław Piskunow                                                                 | 78,61    |
| Rzut oszczepem                | Ēriks Rags                                                                          | 83,78    | Gregor Högler                                                                      | 82,63    | Isbel Luaces                                                                       | 82,18    |
| Dziesięciobój                 | Raúl Duany                                                                          | 8050 pkt | Stephen Moore                                                                      | 8028 pkt | Benjamin Jensen                                                                    | 7982 pkt |

### Kobiety
| Konkurencja                | Złoto                                                                                   | Wynik    | Srebro                                                                              | Wynik    | Brąz                                                                            | wynik    |
| Bieg na 100 m              | Angela Williams                                                                         | 11,19    | Katia Benth                                                                         | 11,23    | Vírgen Benavídes                                                                | 11,25    |
| Bieg na 200 m              | Kim Gevaert                                                                             | 23,10    | Zuzanna Radecka                                                                     | 23,14    | Nanceen Perry                                                                   | 23,27    |
| Bieg na 400 m              | Ionela Târlea                                                                           | 49,88    | Mikele Barber                                                                       | 51,03    | Doris Jacob                                                                     | 51,04    |
| Bieg na 800 m              | Julija Taranowa                                                                         | 1:59,63  | Brigita Langerholc                                                                  | 1:59,87  | Elena Buhaianu                                                                  | 2:00,26  |
| Bieg na 1500 m             | Elena Buhaianu                                                                          | 4:13,04  | Luminita Gogîrlea                                                                   | 4:14,61  | Ana Amelia Menéndez                                                             | 4:14,95  |
| Bieg na 5000 m             | Rie Ueno                                                                                | 15:51,24 | Ana Dias                                                                            | 15:53,23 | Cristina Casandra                                                               | 16:03,18 |
| Bieg na 10 000 m           | Leigh Daniel                                                                            | 32:58,80 | Yuri Kano                                                                           | 33:16,41 | Annemette Jensen                                                                | 33:36,11 |
| Półmaraton                 | Rosaria Console                                                                         | 1:14:14  | Yukiko Akaba                                                                        | 1:14:35  | Marta Fernández                                                                 | 1:14:52  |
| Bieg na 100 m przez płotki | Andria King                                                                             | 13,04    | Yolanda McCray                                                                      | 13,08    | Diane Allahgreen                                                                | 13,17    |
| Bieg na 400 m przez płotki | Daimí Pernía                                                                            | 53,95    | Joanna Hayes                                                                        | 54,57    | Ulrike Urbansky                                                                 | 54,93    |
| Sztafeta 4 × 100 m         | Stany Zjednoczone · Angela Williams · Torri Edwards · Lakeisha Backus · Nanceen Perry   | 43,49    | Polska · Agnieszka Rysiukiewicz · Monika Borejza · Irena Sznajder · Zuzanna Radecka | 43,74    | Niemcy · Shanta Gosh · Andrea Bornscheuer · Nicole Marahrens · Kirsten Bolm     | 43,96    |
| Sztafeta 4 × 400 m         | Stany Zjednoczone · Yolanda Brown-Moore · Yulanda Nelson · Mikele Barber · Suziann Reid | 3:27,97  | Rosja · Natalja Chruszczelowa · Julia Taranowa · Olga Salnikowa · Anna Tkacz        | 3:30,54  | Wielka Brytania · Tasha Danvers · Dawn Higgins · Lee McConnell · Sinead Dudgeon | 3:32,25  |
| Chód na 10 km              | Claudia Iovan                                                                           | 44:22    | Rossella Giordano                                                                   | 44:39    | Wałentyna Sawczuk                                                               | 45:23    |
| Skok wzwyż                 | Monica Iagăr                                                                            | 1,95     | Swietłana Łapina                                                                    | 1,93     | Solange Witteveen                                                               | 1,93     |
| Skok o tyczce              | Pavla Hamáčková                                                                         | 4,25     | Monique de Wilt                                                                     | 4,20     | Dana Cervantes                                                                  | 4,10     |
| Skok w dal                 | Jelena Szewhowcowa                                                                      | 6,92     | Adrien Sawyer                                                                       | 6,61     | Maurren Maggi                                                                   | 6,58     |
| Trójskok                   | Ołena Howorowa                                                                          | 14,99    | Wu Lingmei                                                                          | 14,55    | Adelina Gavrila                                                                 | 14,33    |
| Pchnięcie kulą             | Yumileidi Cumbá                                                                         | 18,70    | Song Feina                                                                          | 18,28    | Elisângela Adriano                                                              | 18,17    |
| Rzut dyskiem               | Nicoleta Grasu                                                                          | 65,21    | Joanna Wiśniewska                                                                   | 63,97    | Elisângela Adriano                                                              | 62,23    |
| Rzut młotem                | Mihaela Melinte                                                                         | 74,24    | Ludmiła Gubkina                                                                     | 68,27    | Manuela Montebrun                                                               | 68,11    |
| Rzut oszczepem             | Ewa Rybak                                                                               | 60,76    | Eufemija Štorga                                                                     | 59,30    | Yanuris la Motaña                                                               | 59,08    |
| Siedmiobój                 | Tiffany Lott                                                                            | 5959 pkt | Kateřina Nekolná                                                                    | 5900 pkt | Clare Thompson                                                                  | 5766 pkt |